# قائمة حروب موريتانيا
هذه قائمة الحروب التي شاركت فيها موريتانيا أو انخرطت فيها بشكلٍ مباشر أو غير مُباشر.
| النزاع                                             | موريتانيا وحلفائها                                                | المُنافس                                     | النتائج                                                                                         | الرئيس                      |
| -------------------------------------------------- | ----------------------------------------------------------------- | ------------------------------------------- | ----------------------------------------------------------------------------------------------- | --------------------------- |
| حرب الصحراء الغربية (1975 - 1979)                  | موريتانيا · المغرب · فرنسا                                        | جبهة البوليساريو                            | هزيمة - الانسحاب من تيرس الغربية                                                                | المختار ولد داداه           |
| الحرب الموريتانية السنغالية الحدودية (1989 - 1991) | موريتانيا                                                         | السنغال · القوات الإفريقية لتحرير موريتانيا | غير حاسم - اتفاق السلام ونهاية المناوشات                                                        | معاوية ولد سيدي أحمد الطايع |
| التمرد في المغرب العربي (2002 - حاليًا)             | الجزائر · المغرب · موريتانيا · مالي · تشاد · فرنسا · تونس · ليبيا | القاعدة                                     | لم تنتهِ بعد - أُطلقت عملية عسكريّة في عام 2007 من أجلِ القضاء على فلول التنظيم في كل الدول المعنيّة | معاوية ولد سيدي أحمد الطايع |